# Хані Рамзі
Ібрагім Хассан Хуссейн (араб. إبراهيم حسن حسين, копт. ϩⲁⲛⲓ ⲅⲟⲩⲧⲁ ⲣⲉⲙⲍⲓ; нар. 10 серпня 1966, Каїр, Єгипет) — єгипетський футболіст, правий захисник.

## Клубна кар'єра
Народився в кварталі Абдін міста Каїр у родині коптів. Окрім Хані, родина виховувала ще дівчинку Міріам.
Футболом розпочав займатися в 10-річному віці. У цей час його помітив скаут «Терсани», але батько Рамзі, відданий вболівальник «Аль-Аглі», заборонив хлопчику переходити до «Терсани» або «Замалека». Після чого батько та дядько хлопчика відвели його до капітана Мустафи Хуссейна, який відправив Хані до юнацької команди «червоних замків». Поступово Рамзі пройшов усі щаблі юнацьких команд та в 17-річному віці потрапив до молодіжного складу «Аль-Аглі», де трувався під керівництвом капітана Ахамада Рафата. У 1987 році 18-річний Хані вже дебютував у єгипетській Прем'єр-лізі. У сезоні 1988/89 років досяг найбільшого успіху за період виступів в «Аль-Аглі», разом з командою виграв чемпіонат та кубок Єгипту. У 1990 році переїхав до швейцарського клубу «Ксамакс», де грав разом зі співвітчизниками Ібрагімом та Хоссамом Хассанами. У команді отримав прізвисько «Глиба». У швейцарській Суперлізі в період з 1990 по 1994 рік провів 85 поєдинків, в яких відзначився 9-а голами.
Влітку 1994 року перейшов до «Вердера». Перехід Рамзі до бременського клубу обійшовся в суму 1,5 мільйони євро, завдяки чому Хані став найдоржим на той час єгипетським футболістом. У Бундеслізі дебютував 20 серпня 1994 року в нічийному (1:1) виїзному матчі проти дрезденського «Динамо». У захисній ланці «Вердера» грав разом з Міхаелем Шульцом та Ульріхом Боровкою. У 1995 році разом з бременським клубом став віце-чемпіоном Німеччини. Протягом наступних трьох років грав у захисті разом з бразильцем Жуніором Баяно, німцями Андре Вейденером та Томасом Волером, українцем Віктором Скрипником та швейцарцем Рафаелем Віккі. У «Вердері» виступав протягом чотирьох років, зіграв 98 матчів та відзначився 3-а голами.
У 1998 році прийняв запрошення від колишнього тренера «Вердера» Отто Рехагеля перейти до «Кайзерслаутерна». За нову команду в Бундеслізі дебютував 22 березня 1998 року проти «Боруссії» (Менхенгладбах) (2:1). У 2003 році зіграв з «Кайзерслаутерном» у фінал Кубку Німеччини, в якому перемогла мюнхенська «Баварія» (3:1). Того ж року отримав важку травму коліна, через які не грав протягом двох років. Після того, як «Кайзерслаутерн» надав Хані статус вільного агента, єгиптянин повідомив BBC, що має намір приєднатися до «Аль-Вахди» з Об'єднаних Арабських Еміратів та відправляється на переговори щодо умов особистого контракту. 19 жовтня 2005 року спробував повернутися до футболу, перейшов до «Саарбрюкена» (з клубом підписав 1,5-річний контракт, до 30 червня 2007 року), за який провів 4 поєдинки, після чого вирішив завершити кар'єру футболіста.
| Сезон   | Клуб              | Країна    | Змагання            | Матчі | Голи |
| ------- | ----------------- | --------- | ------------------- | ----- | ---- |
| 1987/88 | «Аль-Аглі» (Каїр) | Єгипет    | Прем'єр-ліга Єгипту | ?     | ?    |
| 1988/89 | «Аль-Аглі» (Каїр) | Єгипет    | Прем'єр-ліга Єгипту | ?     | ?    |
| 1989/90 | «Аль-Аглі» (Каїр) | Єгипет    | Прем'єр-ліга Єгипту | ?     | ?    |
| 1990/91 | «Ксамакс»         | Швейцарія | Суперліга Швейцарії | 11    | 1    |
| 1991/92 | «Ксамакс»         | Швейцарія | Суперліга Швейцарії | 28    | 3    |
| 1992/93 | «Ксамакс»         | Швейцарія | Суперліга Швейцарії | 27    | 2    |
| 1993/94 | «Ксамакс»         | Швейцарія | Суперліга Швейцарії | 19    | 3    |
| 1994/95 | «Вердер»          | Німеччина | Бундесліга          | 27    | 2    |
| 1995/96 | «Вердер»          | Німеччина | Бундесліга          | 22    | 0    |
| 1996/97 | «Вердер»          | Німеччина | Бундесліга          | 24    | 0    |
| 1997/98 | «Вердер»          | Німеччина | Бундесліга          | 25    | 1    |
| 1998/99 | «Кайзерслаутерн»  | Німеччина | Бундесліга          | 32    | 3    |
| 1999/00 | «Кайзерслаутерн»  | Німеччина | Бундесліга          | 25    | 2    |
| 2000/01 | «Кайзерслаутерн»  | Німеччина | Бундесліга          | 27    | 1    |
| 2001/02 | «Кайзерслаутерн»  | Німеччина | Бундесліга          | 29    | 5    |
| 2002/03 | «Кайзерслаутерн»  | Німеччина | Бундесліга          | 16    | 1    |
| 2003/04 | «Кайзерслаутерн»  | Німеччина | Бундесліга          | 1     | 0    |
| 2004/05 | «Кайзерслаутерн»  | Німеччина | Бундесліга          | 0     | 0    |
| 2005/06 | «Саарбрюкен»      | Німеччина | Друга Бундесліга    | 4     | 0    |

## Кар'єра в збірній
У футболці національної збірної Єгипту дебютував 15 листопада 1988 року в нічийному (2:2) товариському матчі проти Кувейту. У 1990 році головний тренер єгипетської збірної Махмуд Ель-Гохарі викликав Рамзі для участі в чемпіонаті світу 1990 року в Італії. На цьому турнірі був основним гравцем та зіграв 3 матчі групового етапу: з Нідерландами (1:1), з Ірландією (0:0) та з Англією (0:1). Протягом кар'єри виступав також на Кубку африканських націй 1992, 1994, 1996, 1998 (єгиптяни перемогли на турнірі), 2000 та 2002 років, а також на Кубку конфедерацій 1999 року. Востаннє футболку національної команди одягав 12 березня 2003 року в програному (1:2) товариському матчі проти Данії. Загалом у футболці національної збірної Єгипту зіграв 123 матчі, в яких відзначився 3-а голами.

## Кар'єра тренера
Ще під час лікування травми коліна відвідував лекції з тренерської майсертності в Берліні. Він вирішив розпочати тренерську роботу по завершенні кар'єри гравця, тому приєднався до тренерського штабу молодіжної команди «Кайзерслаутерна».
Після цього увійшов до тренеського штабу німецького тренера Райнера Цобеля, який тренував єгипетський клуб ЕНППІ. Через невдалі результати команди станом на січень 2007 року клуб вирішив замінити Зобеля Цобеля по завершенні сезону, незалежно від результатів команди. Хані погодився на цю пропозицію, при цьому він зазначив, що такий крок відкриває можливість молодим єгипетським тренерам працювати на батьківщині. За підсумками сезону 2006/07 років ЕНППІ фінішував на 9-у місці в чемпіонату, а Рамзі повернувся на посаду помічника головного тренера клубу. Новим наставником команди став єгиптянин Анвар Салама, який до цього тренував «Петрол Ассіут».
У вересні 2008 року Рамзі став помічником молодіжної збірної Єгипту (U-20), яку очолив Мирослав Сукуп. Наприкінці грудня 2009 року призначений головним тренером молодіжної збірної Єгипту.
У грудні 2009 року стало відомо, що Хані підписав 2-річний контракт для роботи на посаді головного тренера олімпійської збірної Єгипту. Очолити команду повинен був вже на Олімпійських іграх 2012 року в Лондоні.
З липня 2015 по лютий 2016 року очолював «ЕНППІ Клуб», а з лютого по червень 2016 року — «Іттіхад Аш-Шурта». З листопада 2016 по травень 2017 року — головний тренер еміратського «Дубая». З серпня й до кінця 2017 року очолював «Аль-Іттіхад» (Александрія). Потім нетривалий період часу тренував національну збірну Лівії, а по завершенні чемпіонату світу 2018 року призначений асистентом головного тренера національної збірної Єгипту Хав'єра Агірре.

## Кримінальні переслідування
У 2002 році відповідно до статті 177 Кримінального кодексу Рамзі засуджений Кайзерслаутернським районним судом до восьми місяців позбавлення волі за сексуальний примус, але виконання покарання було умовно призупинено. У серпні 2001 року в одному з ресторанів Кайзерслаутерна здійснив згвалтування замідньої дінки, Рамзі визнав свою провину.

## Досягнення

### Клубні
«Аль-Аглі» (Каїр)
- Прем'єр-ліга Єгипту
  -  Чемпіон (1): 1988/89

- Кубок Єгипту
  -  Володар (1): 1988/89

- Афро-азійський кубок
  -  Володар (1): 1988

«Вердер» (Бремен)
- Суперкубок Німеччини
  -  Володар (1): 1994

### У збірній
Єгипет
- Кубок арабських націй
  -  Володар (1): 1992

- Кубок африканських націй
  -  Володар (1): 1998

### Індивідуальні
- На 19-у місці в рейтингу найкращихі футболістів Африканського континенту за останні 50 років.
- У 1990 році «Франс футбол» поставило Хані на 5-е місце в рейтингу Найкращих африканських футболістів.
- У 2000 та 2001 роках КАФ поставило Рамзі на 9-е місце в списку Найкращих африканських футболістів.
- Найкращий ліберо Кубку африканських націй 1992 року.
- Найкращий опорний півзахисник захисного плану Кубку африканських націй 2002.
- Тривалий період час був єдиним єгиптянином, який брав участь у 5 розіграшах Кубку африканських націй (1994, 1996, 1998, 2000, 2002). Проте вище вказане досягнення перевершив його співвітчизник Ахмед Хассан, який зіграв на 8 розіграшах Кубку, ще є рекордом не лише серед єгипетських футболістів, а й для гравців з усього Африканського континенту.